# NGC 3041
NGC 3041 est une galaxie spirale intermédiaire située dans la constellation du Lion. NGC 3041 a été découverte par l'astronome germano-britannique William Herschel en 1784.

## Caractéristiques
La classe de luminosité de NGC 3041 est III et elle présente une large raie HI.
Selon la base de données Simbad, NGC 3041 est une galaxie à noyau actif.

### Distance
Sa vitesse par rapport au fond diffus cosmologique est de 1 730 ± 22 km/s, ce qui correspond à une distance de Hubble de 25,5 ± 1,8 Mpc (∼83,2 millions d'al).
À ce jour, 21 mesures non basées sur le décalage vers le rouge (redshift) donnent une distance de 22,271 ± 4,035 Mpc (∼72,6 millions d'al), ce qui est à l'intérieur de la distance de Hubble. Notons cependant que c'est avec la valeur moyenne des mesures indépendantes, lorsqu'elles existent, que la base de données NASA/IPAC calcule le diamètre d'une galaxie et qu'en conséquence le diamètre de NGC 3041 pourrait être d'environ 29,7 kpc (∼96 900 al) si on utilisait la distance de Hubble pour le calculer.

## Trou noir supermassif
Selon un article basé sur les mesures de luminosité de la bande K de l'infrarouge proche du bulbe de NGC 3041, on obtient une valeur de 106,5 {\displaystyle M_{\odot }} (3,2 millions de masses solaires) pour le trou noir supermassif qui s'y trouve.